# Belopoptsi
Belopoptsi (Bulgaars: Белопопци) is een dorp in het westen van Bulgarije. Het dorp is gelegen in de gemeente Gorna Malina in de oblast Sofia. Het dorp ligt hemelsbreed 29 kilometer ten oosten van Sofia.

## Bevolking
Op 31 december 2019 telde het dorp 648 inwoners, een stijging vergeleken met 597 personen in 2011.
|  |

| Etnische samenstelling van de respondenten (2011) | Etnische samenstelling van de respondenten (2011) | Etnische samenstelling van de respondenten (2011) | Etnische samenstelling van de respondenten (2011) | Etnische samenstelling van de respondenten (2011) |
| ------------------------------------------------- | ------------------------------------------------- | ------------------------------------------------- | ------------------------------------------------- | ------------------------------------------------- |
|                                                   |                                                   |                                                   |                                                   |                                                   |
| Bulgaren                                          | Bulgaren                                          |                                                   | 92,9%                                             | 92,9%                                             |
| Turken                                            | Turken                                            |                                                   | 0,0%                                              | 0,0%                                              |
| Roma                                              | Roma                                              |                                                   | 6,9%                                              | 6,9%                                              |
| Anders/Onbekend                                   | Anders/Onbekend                                   |                                                   | 0,2%                                              | 0,2%                                              |